# Заклёпочная гайка

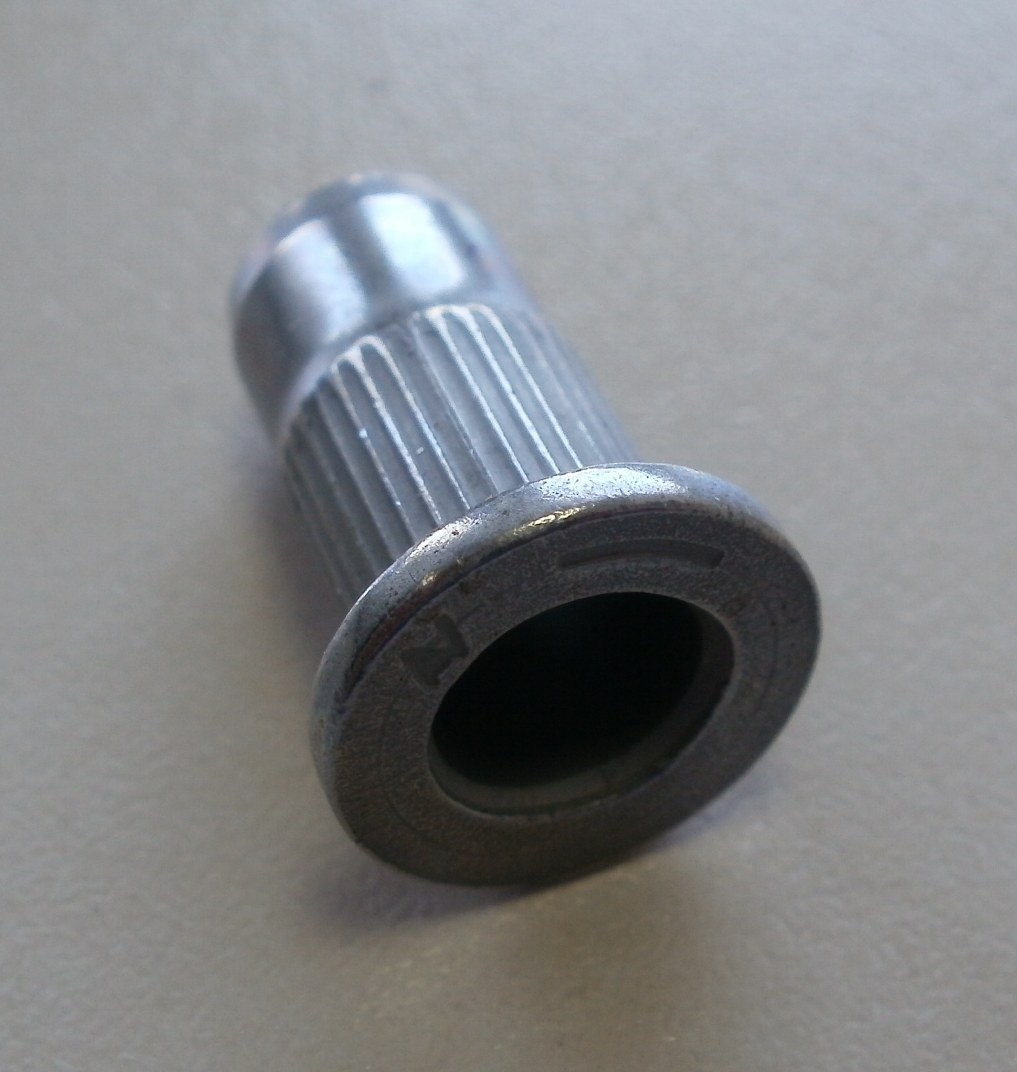
Вид со стороны фланца

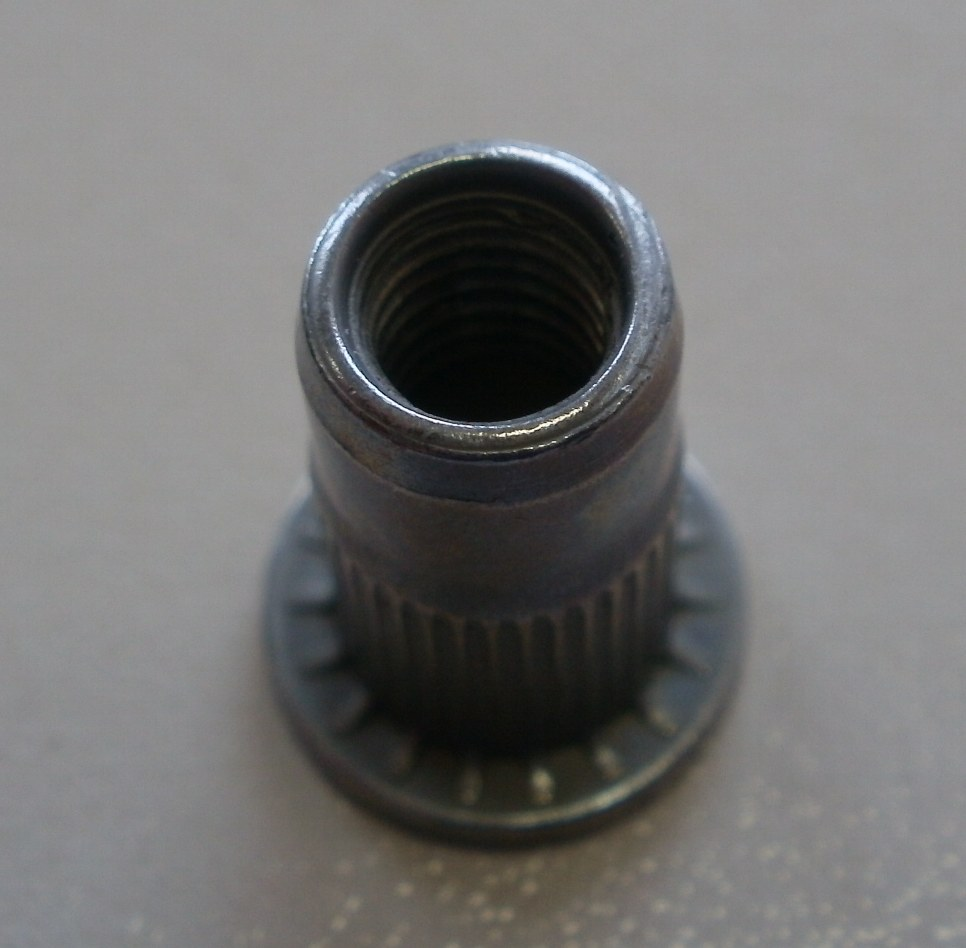
Вид со стороны резьбы

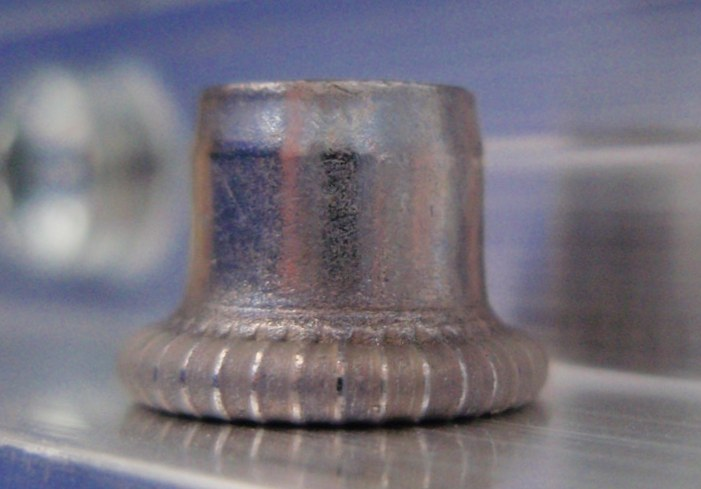
Заклепка гайки после фиксации; можно увидеть характерные дефекты

Заклёпочная гайка (англ. rivet nut, threaded insert, rivnut) — разновидность заклёпки, с полой резьбовой внутренней поверхностью. 

## Конструкция
Заклёпывание может происходить в процессе затягивания шпинделя.
Могут быть с плоской и потайной головкой.
Заклёпочные гайки являются самым универсальным вариантом создания внутренней и наружной резьбы в деталях, незначительная толщина которых не позволяет нарезать резьбу.

## История
Соединение двух тонкостенных металлических листов с получением резьбы в точке соединения ранее выполнялось с помощью заклёпок под молоток, резьбового крепежа и приварной гайки. Это вызывало определенные претензии конструкторов, как с позиции прочности, надёжности, так и эстетичности конечного вида изделия.
Среди производителей: Böllhoff.

## Сфера применения
В области авиации заклёпочные гайки часто используются для крепления различных предметов, таких как статические разрядники и крышки смотровых люков, к поверхности самолёта. Заклёпочные гайки могут устанавливаться во многих различных материалах, включая сталь, пластик, композиты и стеклопластик.